# Emil Bernstorff

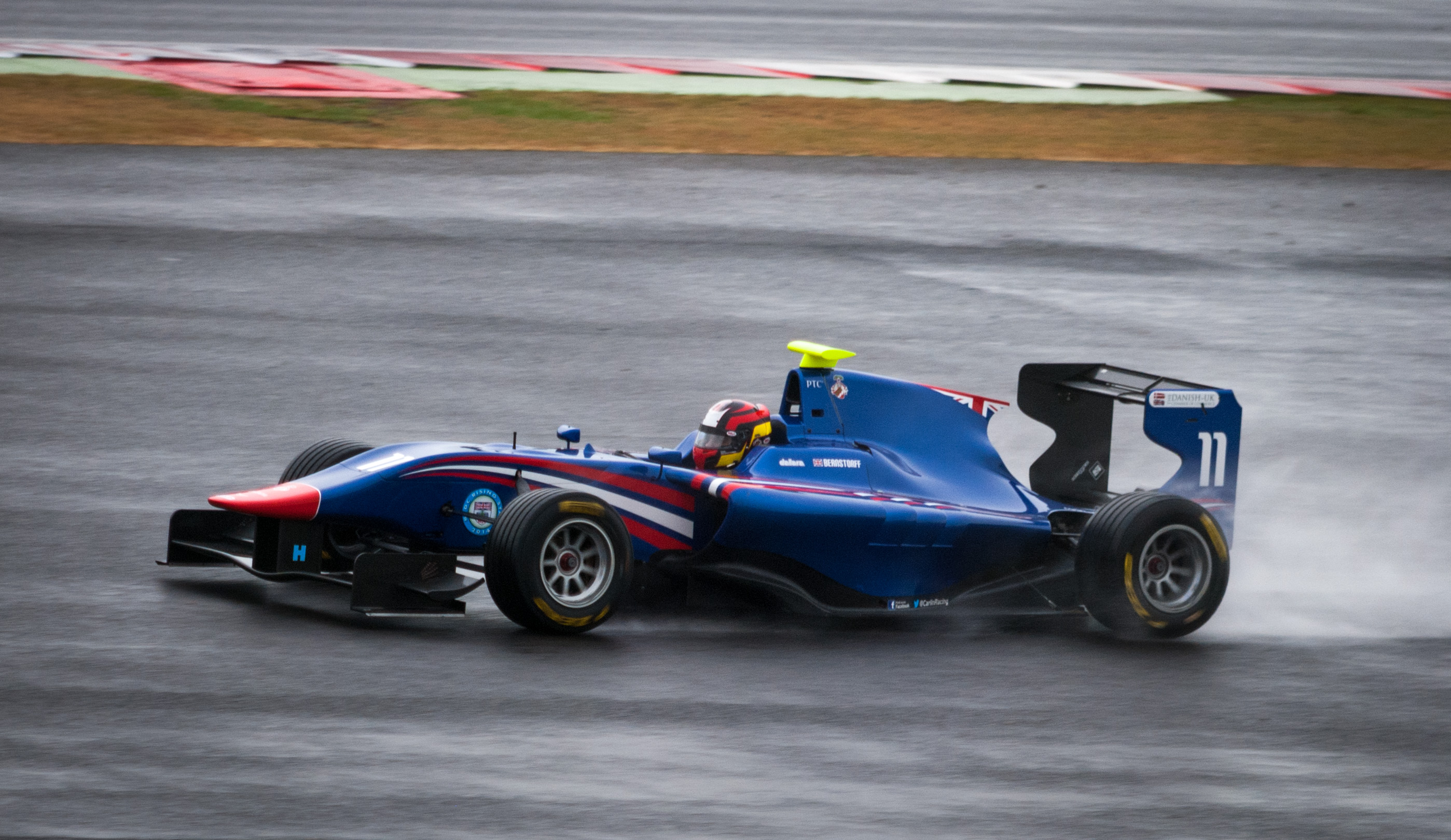
Emil Bernstorff

Emil G. J. Bernstorff (Middlesex, 7 juni 1993) is een Brits-Deens autocoureur.

## Carrière
Bernstorff begon zijn autosportcarrière op achtjarige leeftijd in het karting, waar hij tot 2008 actief was. Na een pauze van een jaar debuteerde hij in 2010 in het formuleracing in de Britse Formule Ford. Met een tweede plaats als beste resultaat werd hij tweede in het kampioenschap, terwijl zijn teamgenoot Scott Pye kampioen werd. Ook nam hij deel aan twee races van de Formule Ford Benelux.
In 2011 stapte Bernstorff over naar de ADAC Formel Masters, waar hij voor Motopark Academy ging rijden. Hij won vijf races en stond dertien keer op het podium, waarmee hij derde werd in het kampioenschap achter Pascal Wehrlein en Sven Müller. Deze uitslag was voorlopig, aangezien er bij een hoorzitting een beroep hierop was gedaan. In februari 2012 kreeg Bernstorff alsnog de tweede plaats toegewezen.
In 2012 stapte Bernstorff over naar de Formule 3, waar hij voor ma-con Motorsport ging rijden in de Formule 3 Euroseries en het Europees Formule 3-kampioenschap. Met een derde plaats op de Norisring als beste resultaat werd hij in beide kampioenschappen tiende.
In 2013 stapte Bernstorff over naar het Duitse Formule 3-kampioenschap, waar hij uitkwam voor het team Lotus. Terwijl zijn teamgenoten Marvin Kirchhöfer en Artjom Markelov de eerste twee plaatsen in het kampioenschap opeisten, werd Bernstorff met zes overwinningen derde in het kampioenschap.
In 2014 maakte Bernstorff zijn debuut in de GP3 Series voor het team Carlin. Met Alex Lynn en Luís Sá Silva als teamgenoten won hij op de Red Bull Ring zijn eerste race in het kampioenschap. Met vier andere podiumplaatsen eindigde hij achter Lynn, Dean Stoneman, Marvin Kirchhöfer en Jimmy Eriksson als vijfde in het kampioenschap.
In 2015 blijft Bernstorff in de GP3 rijden, maar stapt hij over naar het team Arden International, waar hij samen met Kevin Ceccon en Aleksander Bosak rijdt. Met overwinningen op Spa-Francorchamps en het Autodromo Nazionale Monza en vijf andere podiumplaatsen werd hij achter Esteban Ocon, Luca Ghiotto en Marvin Kirchhöfer vierde in de stand met 194 punten.
In 2016 reed Bernstorff oorspronkelijk geen races, maar tijdens het laatste raceweekend van de GP2 Series op het Yas Marina Circuit werd hij opgeroepen door Arden om de vertrokken Jimmy Eriksson te vervangen.